# Корвоєнюрист
Корвоєнюрист (скор. від корпусний воєнний юрист) — військове звання вищого начальницького складу військово-юридичної  служби збройних сил Радянського Союзу з 22 вересня 1935 до 4 лютого 1943. 
Вище за рангом ніж диввоєнюрист, та нижче від армвоєнюриста. Дорівнювало військовому званню комкор.
Військовому званню корвоєнюриста відповідав ряд інших військових звань  — відповідав ряд інших військових звань  — флагман 1-го рангу,  інженер-флагман 1-го рангу ,  корінженер, корпусний комісар, корвінтендант, корврач, корветврач. Званню, також відповідало спеціальне звання комісару держбезпеки 3-го рангу.

## Історія

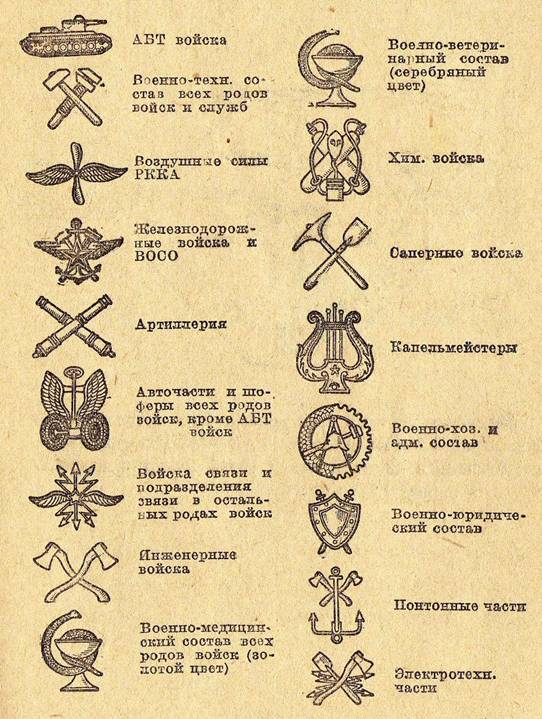
Додаток 1 Статуту внутрішньої служби РСЧА 1937 року («УВС-37») «Малюнки петличні знаків-емблем»

22 вересня 1935 року, при введенні персональних військових звань, для начальницького складу військово-юридичного складу РСЧА, були введені окремі звання, які відрізнялися від загальновійськових. Еквівалентом звань командного складу «комкор» (сухопутні сили), та «флагман 1-го рангу», було звання військово-юридичного складу «корвоєнюрист».
У лютому 1943 року наказом народного комісара оборони було об’явлено постанову ДКО від 4 лютого 1943 року «Про введення персональних військових звань інженерно-технічному, юридичному і адміністративному складу Червоної Армії».  Для військово-юридичного складу були встановлені військові звання від молодшого лейтенанта юстиції  до генерал-полковника юстиції.

## Знаки розрізнення
Згідно з главою 4 наказу про введення персональних військових звань, корвоєнюрист отримав знаки розрізнення по три ромби на кожну петлицю (як у звання командного складу «комкор»).
У корвоєнюриста, як і у іншого начальницького складу військово-юридичного складу, знаки розрізнення чули червоного кольору, які розміщувалися на петлицях кольору роду військ, на яких також розміщувалася емблема військової юстиції (щит зі схрещеними мечами).
Начальницький склад РСЧА на відміну від командного складу не мали на рукавах кольорових чи галунних кутків.
Згідно з тією ж главою наказу про введення персональних військових звань, командний та начальницький склад ВМС отримали знаки розрізнення у вигляді комбінації галунних стрічок різного розміру.  Командний склад, військово-політичний та військово-технічний склад мали стрічки жовтого (золотого) кольору, інший начальницький склад білого (срібного) кольору. Колір між стрічками командний склад мав кольору мундиру, начальницький склад кольору служби. Корвоєнюрист (як у звання командного складу «флагман 1-го рангу») мав три стрічки на рукаві (одна широка та дві середні), але на відміну від флагмана І рангу, стрічки корвоєнюриста були сріблясті чи білі.

## Носії
| Прізвище, ім'я та по батькові            | Дата присвоєння звання | Примітка |
| ---------------------------------------- | ---------------------- | --- |
| Розовський Наум Савелійович (1898-1942)  | 26.11.1935             | Отримав звання армвоєнюрист. Головний військовий прокурор Червоної Армії. Засуджений в 1941 році, помер в таборах.                                  |
| Матулевіч Іван Йосипович (1895-1961)     | 27.01.1936             | Заступник голови Військової колегії Верховного Суду СРСР. У 1943 році присвоєно звання генерал-лейтенанта юстиції.                                  |
| Плавнек Леонард Янович (1893-1938)       | 17.02.1936             | Голова Військового трибуналу Московського військового округу. Репресований в 1937 році, розстріляний.                                               |
| Гаврилов Павло Пилипович (1898-1970)     | 22.07.1940             | І.с. Головного військового прокурора Червоної Армії. У 1943 році присвоєно звання генерал-лейтенанта юстиції.                                       |
| Алексєєв Георгій Олексійович (1895-1942) | 09.08.1941             | Головний військовий прокурор ВМФ. Загинув в 1942 році в ході бойових дій.                                                                           |
| Носов Володимир Іванович (1897-1973)     | 1941 або 1942          | Головний військовий прокурор Червоної Армії. У 1943 році присвоєно звання генерал-лейтенанта юстиції.                                               |
| Орлов Олександр Мойсейович (1896-1965)   | 22.02.1942             | Помічник голови Військової колегії Верховного Суду СРСР. У 1943 році присвоєно звання генерал-майора юстиції.                                       |
| Романич Михайло Григорович (1898-1963)   | 24.02.1942             | Член Верховного Суду СРСР, начальник відділу військово-морських трибуналів Військової колегії. У 1943 році присвоєно звання генерал-майора юстиції. |

## Співвідношення
| Рід військ                                         | Відповідне звання / посада |
| Командний склад                                    | Командний склад |
| -------------------------------------------------- | --- |
| РСЧА                                               | Комкор |
| Військово-морський флот                            | Флагман 1-го рангу |
| Народний комісаріат внутрішніх справ               | Комісар державної безпеки 3-го рангу, введене постановою ЦВК та РНК СРСР від 7 жовтня 1935 року (військовослужбовці прикордонних та внутрішніх військ НКВС мали військові звання, які вживалися в РСЧА) Комісар міліції 3-го рангу |
| Начальницький склад                                | |
| інженерно-технічний склад сухопутні війська та ВПС | Корінженер |
| ВМФ                                                | Інженер-флагман 1-го рангу |
| військово-політичний склад усіх родів військ       | Корпусний комісар |
| військово-господарський склад                      | Корінтендант |
| військово-медичний склад усіх родів військ         | Корврач |
| військово-ветеринарний склад усіх родів військ     | Корветврач |